# Kanzel (Hondschoote)

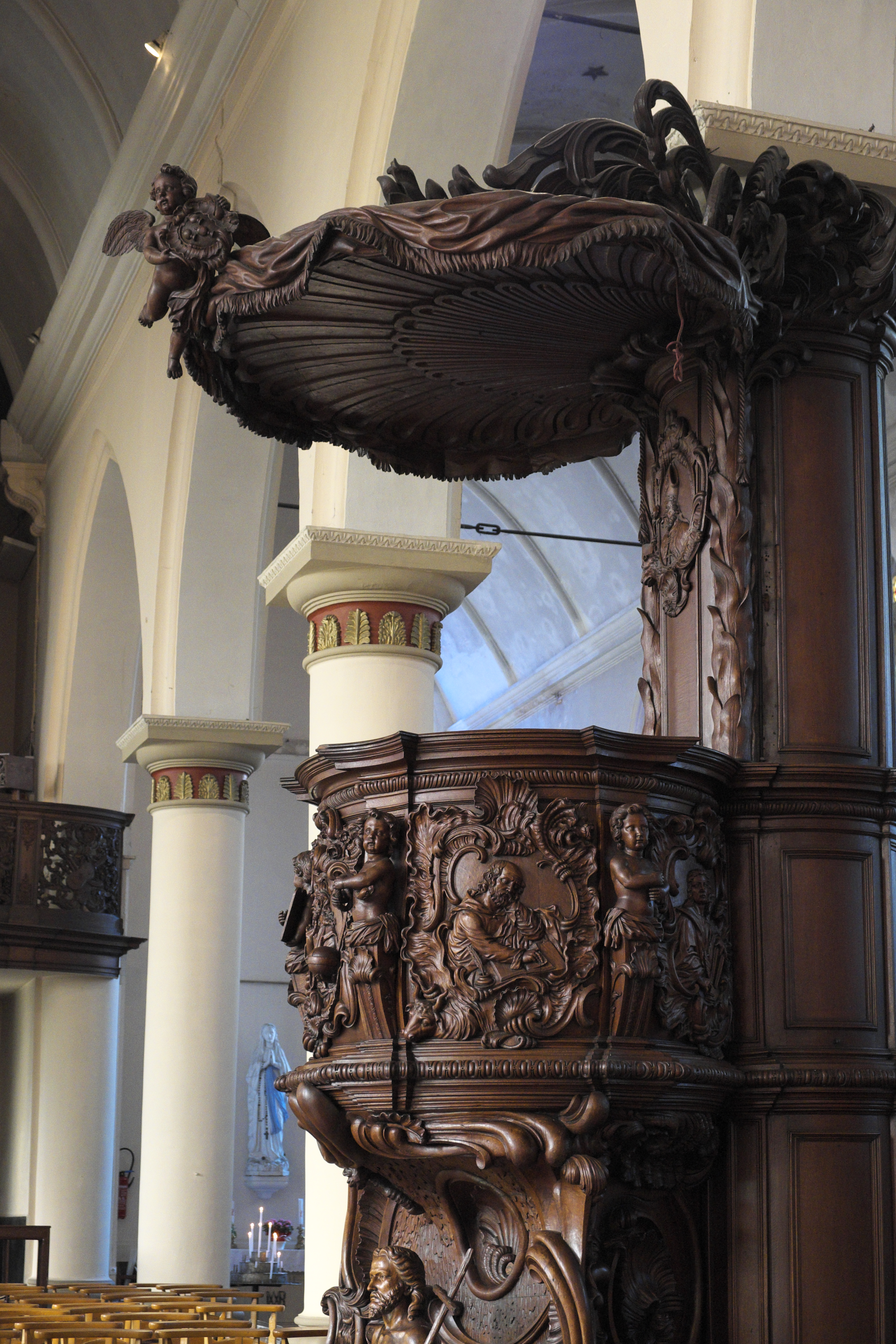
Kanzel in Hondschoote

Die Kanzel in der katholischen Kirche St-Vaast von Hondschoote, einer französischen Gemeinde im Département Nord in der Region Hauts-de-France, wurde 1755 von Jean Elschoocq und Joseph Roose geschaffen. Die Kanzel aus Eichenholz wurde im Jahr 1934 als Monument historique in die Liste der denkmalgeschützten Objekte (Base Palissy) in Frankreich aufgenommen.
Die Kanzel ist ein Geschenk von Jacques Josse Coppens, dem Grundherrn von Hondschoote. Auf dem Schalldeckel ist das Wappen des Stifters angebracht.
Am Kanzelkorb sind die Evangelisten dargestellt. An der Rückwand ist ein Relief des Kirchenpatrons St. Vaast als Bischof mit seinem Attribut, einem Raubtierkopf, zu sehen.
Die Figur des Johannes des Täufers am Sockel wurde 1863 hinzugefügt.

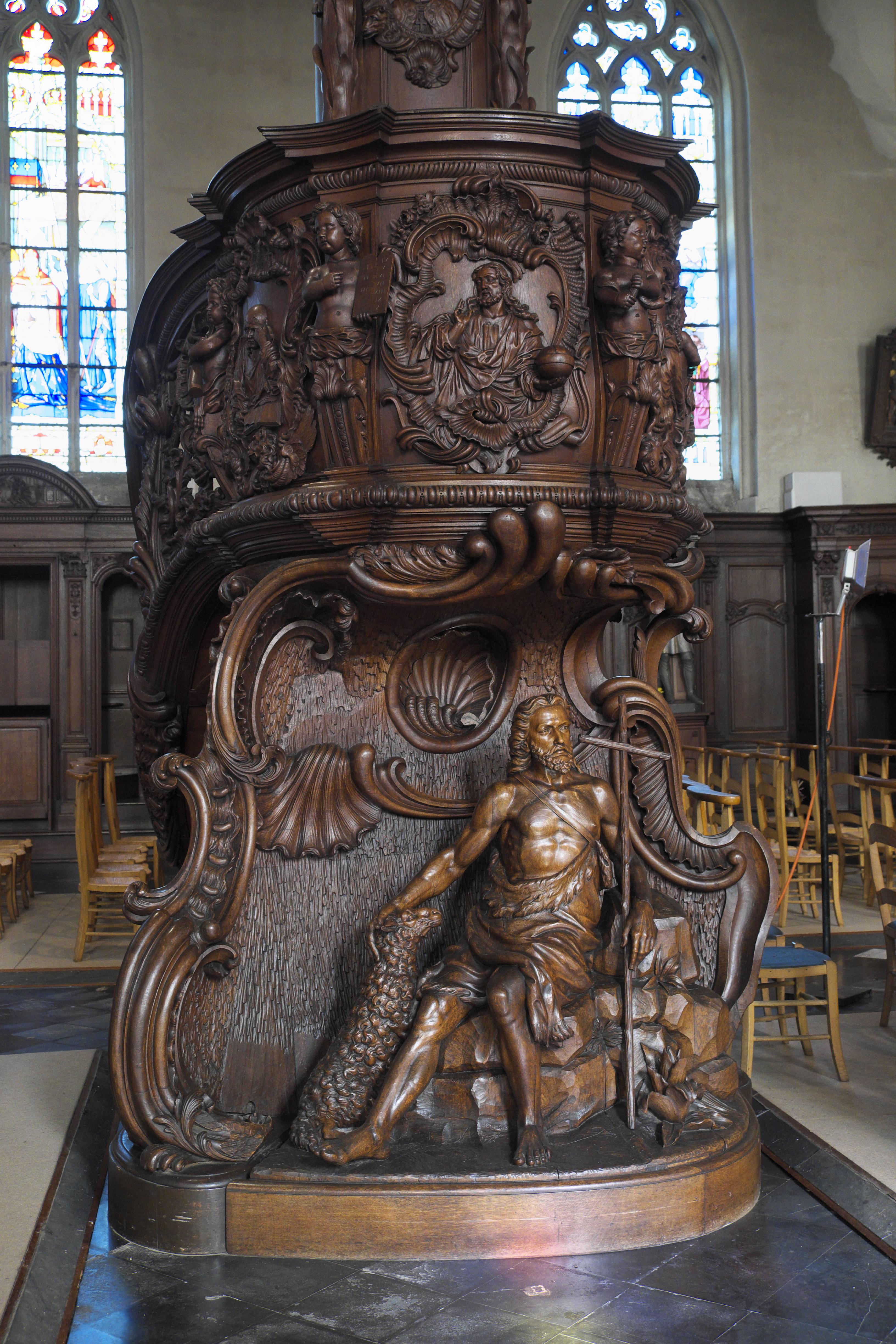
Kanzelkorb und Sockel
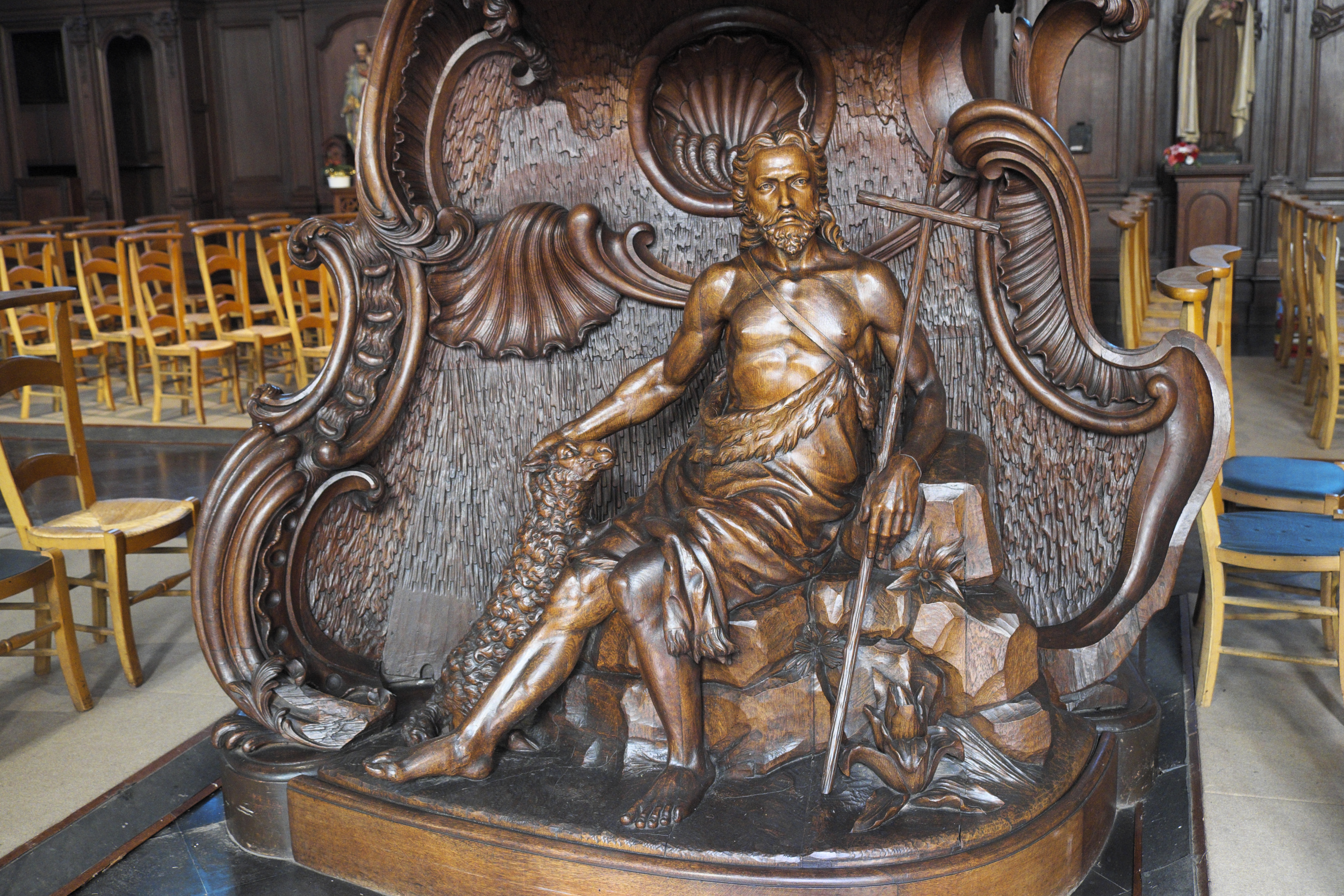
Johannes der Täufer, 1863 hinzugefügt
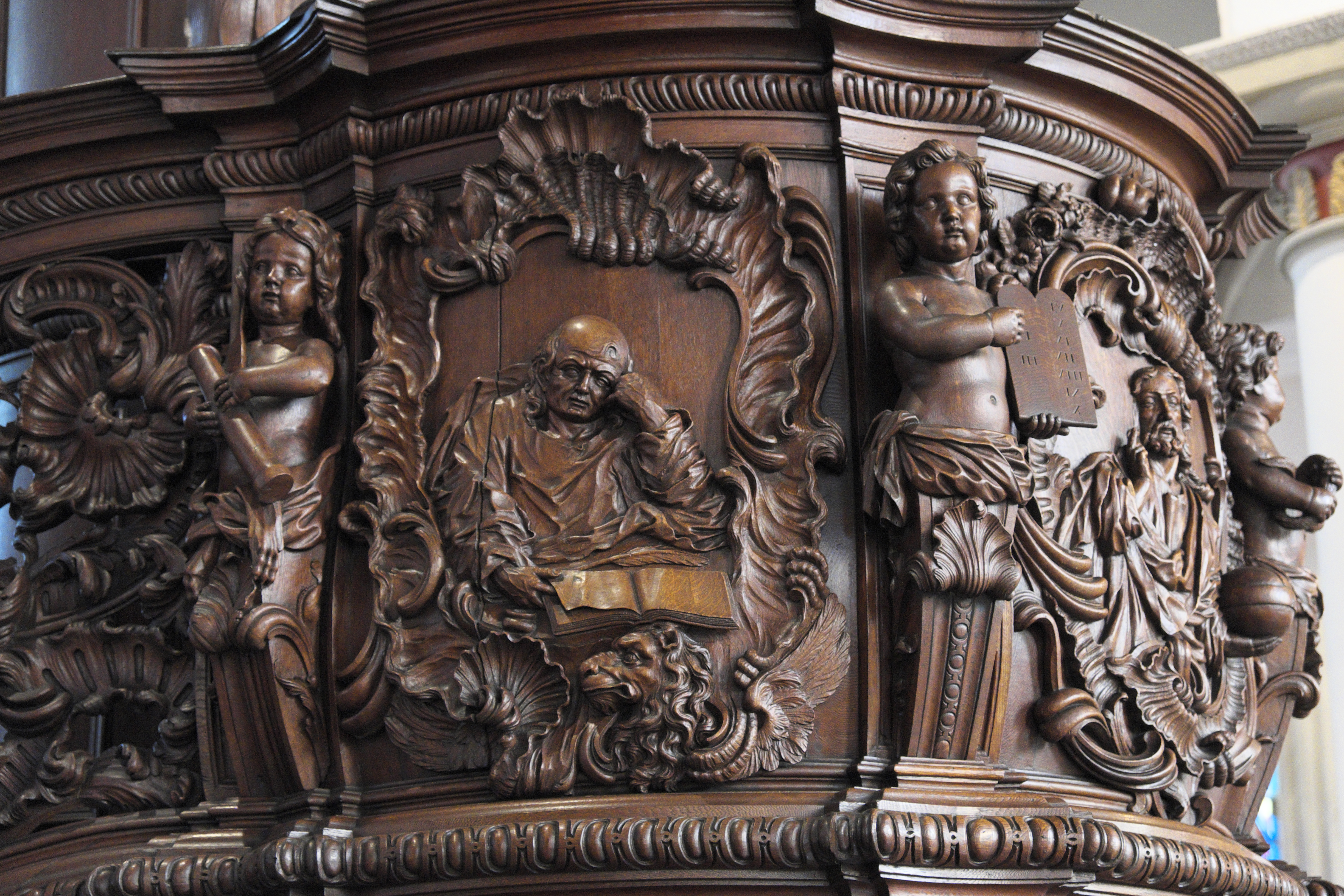
Evangelist Markus
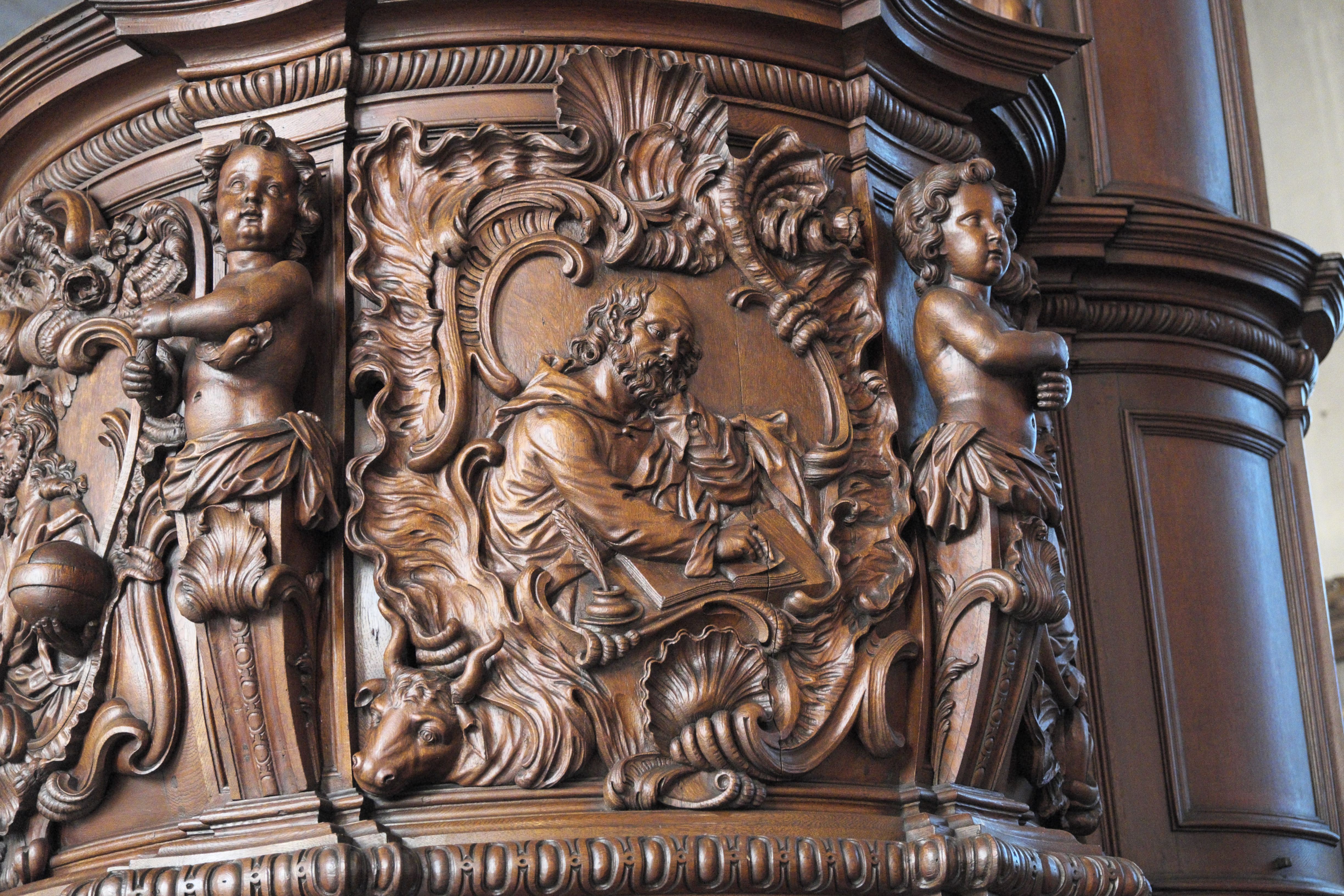
Evangelist Lukas